# Нитрат таллия(III)
Нитра́т та́ллия(III) (тринитра́т та́ллия) — неорганическое соединение, соль металла таллия и азотной кислоты с формулой Tl(NO3)3, бесцветные кристаллы, хорошо растворимые в воде, образует кристаллогидрат.

## Получение
- Растворение в концентрированной горячей азотной кислоте таллия:

{\displaystyle {\mathsf {Tl+6HNO_{3}\ {\xrightarrow {}}\ Tl(NO_{3})_{3}+3NO_{2}\uparrow +3H_{2}O}}}
- или сульфида таллия(I):

{\displaystyle {\mathsf {Tl_{2}S+18HNO_{3}\ {\xrightarrow {}}\ 2Tl(NO_{3})_{3}+12NO_{2}\uparrow +H_{2}SO_{4}+8H_{2}O}}}
- или оксида таллия(III):

{\displaystyle {\mathsf {Tl_{2}O_{3}+6HNO_{3}\ {\xrightarrow {}}\ 2Tl(NO_{3})_{3}+3H_{2}O}}}
- Окисление азотной кислотой нитрата таллия(I):

{\displaystyle {\mathsf {TlNO_{3}+4HNO_{3}\ {\xrightarrow {}}\ Tl(NO_{3})_{3}+2NO_{2}\uparrow +2H_{2}O}}}

## Физические свойства
Нитрат таллия образует бесцветные кристаллы. Из водных растворов выделяется в виде кристаллогидрата Tl(NO3)3·3H2O с плотностью 1,4 г/см³, который плавится при 102 °C в собственной кристаллизационной воде.

## Химические свойства
- При нагревании кристаллогидрат разлагается:

{\displaystyle {\mathsf {4{Tl(NO_{3})_{3}\cdot 3H_{2}O}\ {\xrightarrow {300^{o}C}}\ 2Tl_{2}O_{3}+12NO_{2}+3O_{2}+12H_{2}O}}}
- Полностью гидролизуется в разбавленных водных растворах:

{\displaystyle {\mathsf {2Tl(NO_{3})_{3}+3H_{2}O\ {\xrightarrow {}}\ Tl_{2}O_{3}\downarrow +6HNO_{3}}}}
- Разлагается щелочами:

{\displaystyle {\mathsf {2Tl(NO_{3})_{3}+6NaOH\ {\xrightarrow {}}\ Tl_{2}O_{3}\downarrow +6NaNO_{3}+3H_{2}O}}}
- Проявляет окислительные свойства:

{\displaystyle {\mathsf {Tl(NO_{3})_{3}+3HCl\ {\xrightarrow {}}\ TlCl\downarrow +Cl_{2}\uparrow +3HNO_{3}}}}
{\displaystyle {\mathsf {2Tl(NO_{3})_{3}+3H_{2}S\ {\xrightarrow {}}\ Tl_{2}S\downarrow +2S\downarrow +6HNO_{3}}}}